# Wolfgang Van Halen
Wolfgang William Van Halen (født 16. marts 1991 i Santa Monica, Californien) er en amerikansk musiker, der i øjeblikket er bassist for Van Halen efter at have erstattet Michael Anthony i 2006. Han er også den tidligere bassist for heavy metal-bandet Tremonti. Han er det yngste medlem af Van Halen.